# グレーゾーン事態

グレーゾーン事態（グレーゾーンじたい、英語: Grey zone incident / Gray zone situation）とは、武装集団の離島への上陸や外国軍艦の領海侵入など、他国からの武力攻撃を受ける有事ではないが平時でもない主権侵害を指す。

## 定義
日本の防衛白書においては、「国家間において、領土、主権、海洋を含む経済権益などについて主張の対立があり、少なくとも一方の当事者が、武力攻撃に当たらない範囲で、実力組織などを用いて、問題に関わる地域において頻繁にプレゼンスを示すことなどにより、現状の変更を試み、自国の主張・要求の受け入れを強要しようとする行為が行われる状況」と定義している。
たとえば武装勢力が漁民を装って離島へ上陸した場合など、主権侵害ではあるが武力攻撃とは言えず自衛隊に防衛出動を命じることができない状態を指す。自衛隊法上、自衛権の発動として武力を行使できる防衛出動は、武力攻撃の発生を前提としているため、こうした武力攻撃に至らない侵害への対応は警察力によることになる。